# The Archer
The Archer est une chanson de l'auteure-compositrice-interprète américaine Taylor Swift. Elle sort en tant que single promotionnel pour son septième album studio Lover le 23 juillet 2019. Écrit par Swift et Jack Antonoff, The Archer est une ballade midtempo combinant synth-pop, synthwave et dream pop. La production influencée par les années 1980 présente des synthétiseurs lourds, des rythmes house doux, des éléments minimalistes et un groove lent.
Une vidéo avec les paroles d'accompagnement est également publiée sur YouTube. The Archer atteint la 38e place du Billboard Hot 100 américain et le top 25 des charts en Australie, en Hongrie, en Lituanie, en Écosse et à Singapour. Les critiques interprètent les paroles exprimant la vulnérabilité et les introspections sur les insécurités, l'anxiété et la crise existentielle de Swift ; ils louent son écriture et sa production. The Archer est répertorié comme l'une des meilleures chansons de 2019 par Stereogum et Slant.

## Contexte
« The Archer n'est pas le prochain single. C'est seulement une chanson que j'aime sur l'album [Lover]. Je n'ai pas fait de vidéo pour cela, ni rien. C'est seulement un aperçu d'une autre partie de l'album que je voulais vous montrer. »

— Swift pendant une live Instagram
La chanson est présentée pour la première fois comme l'un des œufs de Pâques dans le clip de You Need to Calm Down, le deuxième single de Lover. Dans la vidéo, Hayley Kiyoko semble brandir un arc et des flèches, frappant une cible au centre, sur laquelle est gravé le numéro 5 ; les fans l'interprètent comme ayant à voir avec le cinquième morceau de Lover. Le 22 juillet 2019, le cinquième morceau de l'album se révèle être une chanson intitulée The Archer, grâce à une fuite accidentelle dans la liste des chansons lors de la mise en place de la précommande de l'album sur Apple Music. Le lendemain, The Archer sort comme single promotionnel de Lover ,.
Concernant le placement de The Archer au numéro cinq de la liste des morceaux de Lover, Swift explique mettre les morceaux les plus « honnêtes, émotifs, vulnérables et personnels » à cette place. Swift déclare également que la chanson ne sera pas un single et qu'elle est destinée à présenter une facette de l'album inédite des fans, différente des deux premiers singles (Me! et You Need to Calm Down). Elle poursuit en disant que la chanson ne recevra pas de clip vidéo ; cependant, une vidéo avec les paroles accompagne la sortie de la chanson,.
The Archer est écrit et produit par Swift et Jack Antonoff en deux heures, alors qu'ils sont en Californie. Les deux ont également collaboré sur Sweeter than Fiction (2013), 1989 (2014), I Don't Wanna Live Forever (2016) et reputation (2017). Le titre de la chanson The Archer fait également référence au symbole du signe solaire du zodiaque de Swift, le Sagittaire,.

## Composition et paroles
The Archer est une ballade aérienne, minimaliste, synth-pop midtempo, synthwave, et dream pop, qui présente des synthétiseurs lourds et pétillants,, des sons minimalistes et un groove lent,, entraîné par des coups de grosse caisse infléchis par la house qui s'accumulent jusqu'à un point culminant fébrile,. Antonoff programme la batterie avec LinnDrum et les synthétiseurs avec un Yamaha DX7 et un Juno-6. La chanson, décrite comme « plus sombre et plus introspective » que les singles précédents, met en valeur un côté « plus vulnérable et confessionnel » de la chanteuse, car elle la présente comme « à la fois chasseuse et chassée ». Avec une écriture qui respire l'existentialisme, Swift interpole également les paroles de la comptine Humpty Dumpty pour « décrire son angoisse émotionnelle », puis « ramène tout cela à la façon dont sa vie a été marquée par les haineux et la trahison ». Raisa Bruner de Time déclare que The Archer met en valeur le côté introspectif de Swift, sur une ligne de synthétiseur « trépidante », et qu'elle a la sensibilité des années 80, typique des œuvres d'Antonoff.

## Réception critique
The Archer est largement acclamé par la critique dès sa sortie. Claire Shaffer de Rolling Stone qualifie la chanson de « ballade sombre et lourde en synthé centrée sur la métaphore de l'archer ». Rania Aniftos de Billboard estime qu'elle est « pétillante, aérée » et que Taylor Swift « démolit le mur qu'elle érige, demandant à la personne qu'elle aime de l'accepter entièrement pendant qu'elle chante ». Écrivant pour Forbes, Caitlin Kelley déclare que les paroles de The Archer sont « une reconnaissance plus nuancée des hauts et des bas bien documentés de ses relations », ajoutant que « la plus grande force de la chanson est l'art de [ses] lignes ». Sofiana Ramli de NME écrit que « la chanson expose les insécurités de la chanteuse », la décrivant comme « délicate et rêveuse dans la même veine minimaliste » que All Too Well (2012). Jordan Sargent de Spin nomme The Archer comme la chanson « la plus étonnante » de Lover.
Chris Willman de Variety estime que ses « paroles reflètent un état d'esprit suspect dans une relation apparemment heureuse où de vieilles peurs surgissent facilement », et établi également des comparaisons avec All Too Well. Constance Grady de Vox écrit que la chanson « est sobre et minimaliste, et c'est un peu de haine de soi comme Swift peut parfois l'être lorsqu'elle est la plus vulnérable en tant qu'auteure-compositrice », ajoutant qu'elle est « exponentiellement plus émotionnelle et puissante » que les singles précédents. Écrivant pour V Magazine, Alex Kazemi qualifie la chanson de « belle ballade classique de Taylor Swift, à la fois violente et exquise ». Il déclare que les paroles sont « pleines de coups au cœur » qui « attestent des compétences d'écriture de chansons et de la poétique » de la chanteuse, et complimentent les « épigrammes gothiques et la production plus brillante » qui « dépeignent un paysage vivant ». En 2019, Rob Sheffield de Rolling Stone classe The Archer comme la onzième meilleure chanson de Swift.
Stereogum nomme The Archer comme l'une des dix meilleures chansons de 2019. Slant la nomme sixième meilleure chanson de 2019.

## Performances commerciales
À sa sortie, The Archer entre directement à la 69e place du Billboard Hot 100 américain et devient la 80e chanson de Swift à entrer dans le classement. Il culmine ensuite à la 38e place après la sortie de Lover et devient l'une des sept meilleures entrées de l'album. La chanson atteint également la 6e place du classement Billboard Digital Song Sales.
Ailleurs, The Archer fait ses débuts dans les charts dans plusieurs territoires et atteint le top 50 en Écosse (17), à Singapour (18), en Hongrie (22), en Lituanie (23), en Belgique (28), en Nouvelle-Zélande (28), en Irlande (31), en Estonie (32), au Canada (41), et plus loin en Slovaquie (63) et en Tchéquie (69). Il atteint la 43eplace au Royaume-Uni  et reçoit une certification argent pour avoir vendu plus de 40 000 unités. La chanson culmine à la 19e place en Australie et est certifiée or après avoir vendu plus de 35 000 unités.

## Performances en direct

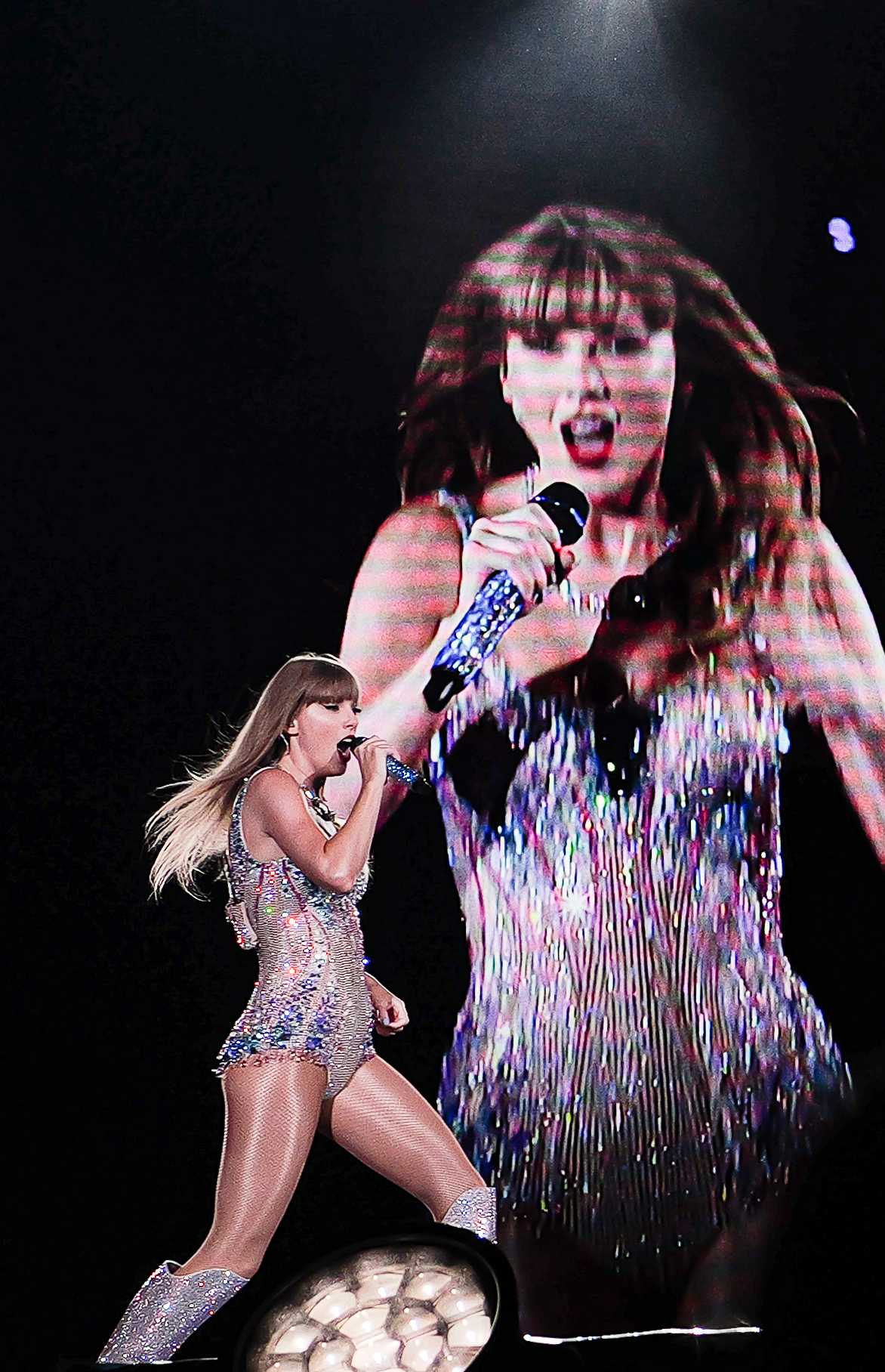
Swift interprétant The Archer lors de The Eras Tour à Inglewood, 2023

La première performance live de la chanson est une interprétation acoustique sur le Lover's Lounge, une session de questions-réponses diffusée en direct sur YouTube le 22 août 2019. Le lendemain, elle interprète de nouveau la chanson en acoustique pour SiriusXM. La chanson est aussi incluse dans la setlist de Swift pour le Live Lounge de BBC Radio 1 le 2 septembre. Le 9 septembre, Swift interprète la chanson lors du concert unique de City of Lover à Paris, en France. Swift inclus The Archer sur la set list de l'Eras Tour (2023).

## Crédits et personnel
Les crédits sont adaptés des notes d'accompagnement de Lover.

### Enregistrement
- Enregistré aux studios Electric Lady (New York)
- Mixé aux Mixstar Studios (Virginia Beach, Virginie)
- Masterisé à Sterling Sound (New York)

### Personnel
- Taylor Swift – chant, auteure-compositrice, productrice
- Jack Antonoff – producteur, auteur-compositeur, ingénieur du son, clavier, programmation
- Laura Sisk – ingénieur du son
- John Rooney – assistant ingénieur du son
- Serban Ghenea – mixeur
- John Hanes – ingénieur mixage

## Classements
| Classement (2019)                      | Meilleure position |
| -------------------------------------- | ------------------ |
| Australie (ARIA)                       | 19                 |
| Belgique (Flandre Ultratop 50 Singles) | 28                 |
| Canada (Hot 100)                       | 41                 |
| Chine Airplay/FL (Billboard)           | 2                  |
| Tchéquie (IFPI Rádio)                  | 69                 |
| Estonie (Eesti Ekspress)               | 32                 |
| Greece International (IFPI)            | 19                 |
| Hongrie (Rádiós Top 40)                | 22                 |
| Irlande (IRMA)                         | 31                 |
| Lituanie (AGATA)                       | 23                 |
| Nouvelle-Zélande (Recorded Music NZ)   | 28                 |
| Écosse (OCC)                           | 17                 |
| Singapour (RIAS)                       | 18                 |
| Slovaquie (IFPI Rádio)                 | 63                 |
| Suède Heatseeker (Sverigetopplistan)   | 6                  |
| Royaume-Uni (UK Singles Chart)         | 43                 |
| États-Unis (Hot 100)                   | 38                 |
| US Rolling Stone Top 100               | 23                 |

## Certifications
| Région                                                                                                 | Certification | Ventes/Streams |
| --- | ------------- | -------------- |
| Australie (ARIA)                                                                                       | Or            | 35 000^        |
| Royaume-Uni (BPI)                                                                                      | Argent        | 200 000^       |
| *Ventes selon la certification ^Mise en rayon selon la certification xNon précisé par la certification |               |                |

## Historique des versions
| Région | Date            | Format(s) | Version  | Étiquette | Ref.  |
| ------ | --------------- | --------- | -------- | --------- | ----- |
| Divers | 23 juillet 2019 |           | Original | Republic  | [ 2 ] |
| Divers | 17 mai 2020     | Live      | [ 59 ]   | Republic  |       |